# Julius Järnåker
Julius Johan Järnåker, född 10 februari 1907 i Marums församling, Skaraborgs län, död 11 oktober 1999 i Hedemora, var en svensk arkitekt.
Efter studentexamen i Skara 1928 utexaminerades Järnåker från Kungliga Tekniska högskolan 1933. Han var anställd hos länsarkitekt Malte Erichs i Jönköpings län, på Kooperativa förbundets arkitektkontor i Stockholm, hos byggnadsnämnden i Göteborg och länsarkitektkontoret där 1934–1938 samt stadsarkitekt i bland annat Hedemora stad och Säters stad från 1938 (Avesta stad övertogs av Torsten Björlingsson 1950). Han bedrev även egen arkitektverksamhet i Hedemora.  